# منوچهر فرمانفرمائیان
منوچهر فرمانفرمائیان (زادهٔ ۱۲۹۶ در تهران-درگذشت ۱۳۸۲ در کاراکاس) سیزدهمین فرزند شاهزاده عبدالحسین میرزا فرمانفرما و بتول احشمی کرمانشاهی (خانواده اشرافی کرمانشاه)، برادر نصرت الدوله و یکی از چهره‌های سرشناس نفت ایران در دوران پهلوی است.
او در خانواده‌ای به دنیا آمده‌است که تقریباً همه اعضای آن افرادی سرشناس و جزء طبقات خاص جامعه بوده‌اند. تنوع دیدگاه‌های اعضای این خانواده از اولین زن عضو سرشناس حزب توده (مریم فرمانفرمائیان همسر نورالدین کیانوری) تا مدیرعامل مهم‌ترین بانک خصوصی کشور، همه طیفی را در بر می‌گیرد.
او در سال ۱۲۹۶ در تهران متولد شد و از نوجوانی به انگلستان رفت. در دانشگاه بیرمنگام موفق به اخذ درجه مهندسی نفت شد و در کوران جنگ جهانی دوم به ایران بازگشت.
مدیریت کل اداره نفت، امتیازات و معادن، مدیریت فروش شرکت ملی نفت ایران، عضویت کنسرسیوم بین‌المللی نفت، پس از ملی شدن نفت ایران و اولین سفیر ایران در ونزوئلا بخشی از مشاغل او بوده‌اند. وی در جریان جنبش ملی‌کردن نفت ایران از طریق معشوقه خود، مری هولیس که منشی سفیر آمریکا در ایران بود، با جرالد دوهر ارتباط گرفت. دوهر ایرانی‌ها را به کوتاه‌کردن دست بریتانیا از نفت جنوب تشویق کرده و به ایشان وعده داده بود، که بعد از تجدید نظر و لغو قرارداد نفت جنوب که به نام گس-گلشائیان شناخته می‌شد، آمریکا به ایران کمک خواهد کرد و کشتی‌های خود را برای خرید نفت به بنادر ایران خواهد فرستاد.
او از امضا کنندگان اصلی موافقتنامه قاهره در سال ۱۳۳۸ بود که بعدها منجر به تشکیل اوپک گردید. 
او اندکی پس از وقوع انقلاب ۱۳۵۷ ایران، از طریق ترکیه به اروپا و سپس به ونزوئلا رفت و در آنجا کارخانه بزرگی که چیپس سیب‌زمینی تولید می‌کرد را راه‌اندازی نمود. فرمانفرمائیان خاطرات خود را در سال ۱۹۹۷ و در سن هشتاد سالگی در کتابی به نام خون و نفت منتشر نمود.
وی در سال ۱۳۸۲ در شهر کاراکاس در سن ۸۶ سالگی درگذشت و در شهر نیویورک به خاک سپرده شد.